# Душан Богуновић
Душан М. Богуновић (Зрмања, 1888 — Београд, 1944) био је српски педагог и национални радник.

## Биографија
Рођен је у српској православној породици из братства Богуновића, од оца Михајла-Милоша (1854—1937) и мајке Марије (1858-192?) из старе српске племићке породице Синобад.
Душанов старији брат Петар (1883—1944) је отац чувеног београдског архитекте Угљеше Богуновића (1922—1994).
Преко просветног рада и спортских организација будио је национални понос Срба, пре свега путем „Соколских друштава“, на која Аустроугарска монархија није гледала ни мало благонаклоно.
 
Иначе, „Соколски покрет“, као најзначајнији национални покрет Срба у 20. веку, реорганизовао је (читај: подигао на виши ниво) својим радом и залагањем управо Душан, сврставајући се тиме (у историјском смислу) у најистакнутије представнике истог (у целом српском етничком корпусу), раме уз раме са сликаром Стеваном Тодоровићем (1832—1925), санитетским пуковником др Владаном Ђорђевићем (1844—1930) и др Лазом Поповићем (1877—1945), који су били оснивачи и чланови управе правог Београдског гимнастичког друштва „Соко“ (основано је 7. априла 1891. године), односно који су ударили темељ „Савезу српских соколских друштава“ (основаном у Загребу).

У Босни и Херцеговини посебно добру сарадњу има са соколским вођом Стеваном Жакулом (1875—1939).
Професионалну каријеру посветио је образовању младих, радећи као учитељ и школски инспектор.

### Помоћ Соколском покрету од стране Краљевине Србије
Богуновић, Поповић, Теодоровић, Жакула, Доминикановић, Метикош и др. из Соколског покрета у Аустроугарској монархији одржавали су тесне везе са Краљевином Србијом.
Развој Соколског покрета је посебно добио на замаху, када је Влада Краљевине Србије овластила 1908. године генералштабног пуковника Милутина Гр. Мишковића (1864—1934) да најпре уједини све соколске организације и тзв. „Душановце“ у Краљевини, а потом 1911. године и све сличне организације у Аустроугарској и Османској Турској.
Ове активности биле су део одговора Краљевине Србије на анексију (1908) Босне и Херцеговине од стране Аустроугарске, тј. припрема за „национално уједињење“ Срба.
Влада је преко патриотске и полувојне организације „Народна одбрана“ (основана је 1908. године) координирала активности Соколских друштава у земљи и ван ње.
Када је основан (1911) „Савеза српског соколства“, његово седиште је било у истој згради као и седиште „Народне одбране“, због чега је Аустроугарска посебно била узнемирена, те ће нешто касније (после Сарајевског атентата 1914. године) ово искористити као разлог за гашење српских соколских организација на територији под њиховом контролом.

## Сукоби са аустроугарском влашћу
У Босанском Новом је ухапшен 1915. године у накнадним истрагама око атентата у Сарајеву, као вођа тамошњег „Соколског удружења“, али под лажним оптужбама.
 
Душан је био један од оптужених на том чувеном „Велеиздајничком процесу“ у Бањалуци, који је формално почео 3. новембра 1915. године, а завршио се 16. марта 1916. године.
 
У овом процесу је било обухваћено 156 оптужениих Срба (због наводне велеиздаје) и сви, осим тројице малолетних, предложени су за осуду на смртну казну.
Богуновић је (у оквиру оптужнице) стављана на терет веза са „Соколским удружењима“.
Пресуда је донета 22. априла 1916. године (баш уочи православног Ускрса), а њоме је Душан Богуновић осуђен на осам година затвора, од којих је одлежао три и по године.

## Политички рад
Говорећи о српским соколима пре Првог светског рата (1914—1918) Душан М. Богуновић истакао је: 
«Бити члан соколске организације у Босни и Херцеговини значило је бити отворен непријатељ Аустро-Мађарије. И ако се у томе правцу захтевало нешто да се учини, живот за то морало се дати. Бунити се, освежавати свест, љубити Србију и Краља Петра, сметати и пркосити свагђе и на сваком месту Аустро-Мађарији, тражити слободу и пун живот а дизати се против не само личнога, него и националнога робства, то је био основни мотив соколске политике у Босни и Херцеговини.” Срби су тежили уједињењу прво са Србијом а онда и с осталим југословенским крајевима, а томе су се приклањали и део муслимана и католика. Против су били католици, анационални муслимани, владини Срби и сви остали, који су се после окупације доселили у Босну и Херцеговину познати као “куфераши”.»
У октобру 1918. године када је крај Првог светског рата био евидентан, Душан Богуновић је сазвао састанак у хотелу „Поповић“ у Прњавору на коме се расправљало о стању у земљи и политичкој ситуацији.
 
На том састанку су присуствовали Стево Остојић, Тодор-Тошо Тодоровић, Тешо Ковачвић, Богдан Бошковић, Тривун Ђермановић, Марко Марковић и Тешо Поповић, власник хотела.
Циљ састанка било је одређење Срба према предстојећим геополитичким догађајима и подршка уједињењу српског етничког простора из пропале Аустроугарске монархије са Краљивином Србијом.
Био је политичар и посланик (1939—1941) у Краљевини Југославији (1929—1945).
Изабран је 16. фебруара 1939. године за народног посланика (Народна скупштина Краљевине Југославије) испред странке Југословенске радикалне заједнице (скр. ЈРЗ) у Народној скупштини где је заменио колегу Ђуру Микашиновића (18??-1944), који је на изборима 1938. године добио мандат народа.
Покушавао је да Србе ван Србије окупи у један јединствен политички покрет, што су националистички и клерикални кругови у Загребу схватали као претњу за своје циљеве зацртане још пре потписивања Споразума „Цветковић-Мачек“ 26. августа 1939. године, тј. формирања Бановине Хрватске.
У току Другог светског рата избегао је у Недићеву Србију, где је наставио политички рад, као противник усташког покрета у НДХ, али и комунистичко-партизанског покрета.
У списима Гестапоа (Geheime Staatspolizei) налази се податак да се Душан Богуновић, почетком априла 1942. године, после бекства из Независне Државе Хрватске (скр. НДХ) у окупирану Србију, повезао са Миланом Аћимовићем (1898—1945), министаром Унутрашњих послова (период: 1941-1942) у Недићевој Влади народног спаса.
По причи његове сестре Дубравке Ивановић (1922-2003), пар дана после ослобођења Београда (конкретно 24. октобра 1944. године) на улици су га покупили припадници нове комунистичке власти.
 
Иако је имала неке контакте у структурама новоуспостављеног режима, сестра није успела да ступи у контакт са њим.
Погубљен од стране комуниста непосредно по хапшењу, а породица сумња да се то десило одмах сутрадан, тј. 25. октобра 1945. године.
Званично је проглашен несталим тек 1946. године.

## Потомство
Душан је био ожењен Маријом Заплетовом (1888—1946), са којом је имао сина Владимира (1912—1986), касније веома познатог академика, са Грађевинског факултета Универзитета у Београду и овде већ поменуту ћерку Дубравку, која је после удаје носила презиме Ивановић.

## Дела
Писац је бројних научно образовних књига из области просвете, односно физичког васпитања.
 
Покретач је власник и уредник политичко-економског листа „Seljačko ognjište“, намењеног селу (од 1939. године излазио је у 5000 примерака).

Списак важнијих Душанових радова/књига (библиографија):
- „Соколска просвета у друштву и народу: Соколска просвета, књига 1“, Соколска библиотека (Загреб: Јужнословенски Соколски Савез, 1921)
- „Речи - омладини: Светосавска Мисао у садашњости! Говор Душана М. Богуновића... у Загребу 27. јануара 1921.“ (Загреб: Штампарија Главног савеза српских земљорадничких задруга, 1921)
- „Од Уједињења Соколства до II. Соколског Сабора“ (Загреб: Штампарија Главног савеза српских земљорадничких задруга, 1924)
- „Преглед телесног одгоја и соколства“, Соколска просветна књига бр. 3 (Загреб: Хрватски штампарски завод, 1925)
- „Српско соколство и сарајевски атентат“, Свезак 1, Мала соколска библиотека (Загреб: Хрватски штампарски завод, 1925)
- „Sokolske reči dr Laze Popovića“, Deo 1 (Zagreb: Штампарија Главног савеза српских земљорадничких задруга, 1925)
- „Соколство и народна војска“, Соколски буквар књ. 1 (Загреб: Штампарија Главног савеза српских земљорадничких задруга, 1927)
- „Sokolske reči dr Laze Popovića“, Deo 2 (Zagreb: Штампарија Главног савеза српских земљорадничких задруга, 1928)
- „Metodika telesnog vaspitanja deteta“ (Zagreb: Tisak i Naklada knjižare St. Kugli, 1931)
- „Zbirka sokolskih kompozicija“, Kompozitori: M. Katić... (Zagreb: Tisak i Naklada knjižare St. Kugli, 1931)
- „Sokolstvo i škola“ (Zagreb: Tisak i Naklada knjižare St. Kugli, 1931)
- „Osnovi sokolske ideologije: druga knjižnica za poznavanje sistema sokolskog uzgoja“ (Zagreb: Narodne Novine, 1934)
- „Обавезно телесно васпитање омладине: о законима, уредбама и правилницима, план и програм наставе обавезног телесног васпитања“ (Загреб: Задружна штампарија Б. Милетић, 1935)
- „Od myšlenky kulturního sjednocení do svobodné a samostatné Jugoslavie: Přednáška Dušana Miloševa Bogunoviče, kterou pronesl v Jaroměři dne 3. prosince 1936“ (Jaroměř: Československo-jihoslovanská Liga, odbor pro Jaroměř, Josefov a okolí, 1937)
- „Хрвати у светлу историје“ (Београд: //, 1944)

Часописи:
- „Телесно васпитање југословенске школске омладине“, Год. 2, Бр. 1 (1934/1935), Год. 3, Бр. 9/10 (1935/1936) – главни и одговорни уредник је Д. М. Богуновић (Загреб: Задружна штампарија Б. Милетић, 1934-1936)

- „Телесно васпитање: школске и ваншколске омладине“ – главни и одговорни уредник је Д. М. Богуновић (Загреб: Душан Богуновић, 1933/1934)
- „Дечје телесно васпитање“ – главни и одговорни уредник је Д. М. Богуновић (Загреб: Душан Богуновић, 1933/1934)

Његово последњо дело (са горњег списка) је везана за рад овог српског родољуба током Другог светског рата (1941—1945) у Београду.
 
У то време је била веома активна „Комисија Српске православне цркве за избеглице“, у којој су професионално радили поп проф. Радослав Грујић и Миленко Поповић, универзитетски професор и етнолог (који је протеран из Скопља).
 
Њихови бројни сарадници саслушавали су избеглице приспеле из злогласне Независне Државе Хрватске (1941—1945) те скупљали све што је тада писано против Срба.
 
У крилу те Комисије Душан Богуновић (под псеудонимом „Псуњски“) написао је и потом 1944. године објавио књигу „Хрвати у светлу историје“ (Београд: 1944).
Испрва се сматрало да је писац ове књиге Велиша Раичевић (1903-1972), али је прави идентитет аутора открио тек 1993. године српски академик др Василије Крестић, објавивши јавности да је писац књиге – Душан М. Богуновић.
У мају 1918, изабран од стране Црквене скупштине (СПЦ) за учитеља „Српске школе“ у Загребу, а од јануара 1919. за школског управитеља.
 
Такође, био је председник или члан у више српских културно-просветних удружења у Загребу.

## Галерија
- Извор:
 Стеван Жакула (1875—1939): „Соколска буна на бечке дахије“ (Београд: Планеша, 1936, стр. 0).
- Извор:
 Стеван Жакула (1875—1939): „Соколска буна на бечке дахије“ (Београд: Планеша, 1936, стр. 18-19).
- Извор:
 Стеван Жакула (1875—1939): „Соколска буна на бечке дахије“ (Београд: Планеша, 1936, стр. 24-25).
- Извор:
 Стеван Жакула (1875—1939): „Соколска буна на бечке дахије“ (Београд: Планеша, 1936, стр. 56-57).
- Извор:
 Стеван Жакула (1875—1939): „Соколска буна на бечке дахије“ (Београд: Планеша, 1936, стр. 58-59)
- „Соколски покрет“, најзначајнији национални покрет Срба у 20. веку, организовао је Душан М. Богуновић (1888-1944).
- Душан М. Богуновић (1888-1944) је био ожењен Маријом Заплетовом (1888—1946), са којом је имао сина Владимира (1912—1986), касније веома познатог академика, са Грађевинског факултета  Универзитета у Београду и ћерку Дубравку, која је после удаје носила презиме Ивановић.
- Соколски вођа, Душан М. Богуновић (1888-1944), приликом посете Томашу Гаригу Масарику (1850—1937) u Прагу 1936. године. Душан се налази у другом реду (одмах иза Масарика).
- Последња фотографија Душана М. Богуновића (1888—1944).
- Службени гласник Народне Републике Србије (од 21. децембра 1946. године ) у коме се Душан М. Богуновић (1888-1944) и званично проглашава мртвим.
- Четнички командант Михајло-Милош С. Богуновић (1854—1937), отац Душана М. Богуновића (1888—1944).
- Писмо које је др Лаза Поповић (1877—1945) из Загреба упутио 15. октобра 1926. године Душану М. Богуновићу (1888—1944).
- Корице књиге „Соколска просвета у друштву и народу“ (1921) Душана М. Богуновића (1888—1944).
- Корице књиге „Pregled telesnog odgoja i sokolstva“ (1925) Душана М. Богуновића (1888—1944).
- Корице књиге „Соколске речи др Лазе Поповића“, Део 1 (1925) Душана М. Богуновића (1888—1944).
- Корице књиге „Соколство и народна војска“ (1927) Душана М. Богуновића (1888—1944).
- Корице књиге „Соколске речи др Лазе Поповића“, Део 2 (1928) Душана М. Богуновића (1888—1944).
- Корице књиге „Metodika telesnog vaspitanja deteta“ (1931) Душана М. Богуновића (1888—1944).
- Корице књиге „Osnovi sokolske ideologije“ (1934) Душана М. Богуновића (1888—1944).